# Campionati mondiali di tiro a volo 2001
I campionati mondiali di tiro 2001 furono la ventinovesima edizione dei campionati mondiali di questo sport e si disputarono a Il Cairo.

## Risultati

### Uomini

#### Fossa olimpica
| Evento      | Oro                                                       | Oro       | Argento                                             | Argento   | Bronzo                                           | Bronzo    |
| Evento      | Atleta                                                    | Risultato | Atleta                                              | Risultato | Atleta                                           | Risultato |
| Individuale | Michael Diamond                                           | 145+6     | Bret Erickson                                       | 145+5     | Pavel Gurkin                                     | 145+3     |
| A squadre   | Australia Michael Diamond Benjamin Kelley Nathan Cassells | 352       | Stati Uniti Bret Erickson Joshua Lakatos Lance Bade | 351       | Russia Alexéi Alipov Pavel Gurkin Ivan Derevskiy | 351       |

#### Double trap
| Evento      | Oro                                                    | Oro       | Argento                                                   | Argento   | Bronzo                                               | Bronzo    |
| Evento      | Atleta                                                 | Risultato | Atleta                                                    | Risultato | Atleta                                               | Risultato |
| Individuale | Hamad al-Afasi                                         | 190       | Roland Gerebics                                           | 186       | Li Shuangchun                                        | 184       |
| A squadre   | Stati Uniti David Alcoriza Glenn Eller Jeffrey Holguin | 416       | Kuwait Hamad al-Afasi Fehaid al-Deehani Mashfi al-Mutairi | 401       | Italia Mirco Cenci Daniele Di Spigno Marco Innocenti | 400       |

#### Skeet
| Evento      | Oro                                           | Oro       | Argento                                                      | Argento   | Bronzo                                               | Bronzo    |
| Evento      | Atleta                                        | Risultato | Atleta                                                       | Risultato | Atleta                                               | Risultato |
| Individuale | Shawn Dulohery                                | 148+2     | Ennio Falco                                                  | 148+1     | Marko Kemppainen                                     | 147       |
| A squadre   | Rep. Ceca Leos Hlavacek Petr Malek Jan Sychra | 361       | Cipro George Achilleos Antonis Andreou Kyriacos Christoforou | 361       | Stati Uniti Joseph Buffa Shawn Dulohery James Graves | 361       |

### Donne

#### Fossa olimpica
| Evento      | Oro                                          | Oro       | Argento                       | Argento   | Bronzo                                                | Bronzo    |
| Evento      | Atleta                                       | Risultato | Atleta                        | Risultato | Atleta                                                | Risultato |
| Individuale | Irina Laricheva                              | 92+2      | Susan Nattrass                | 92+2      | Gao E                                                 | 92+0      |
| A squadre   | Russia Irina Laricheva Elena Tkach Maria Zub | 204       | Cina Guo Hua Liu Yingzi Gao E | 199       | Australia Suzanne Balogh Deserie Baynes Nessa Jenkins | 197       |

#### Doubletrap
| Evento      | Oro                                        | Oro       | Argento                                            | Argento   | Bronzo                                            | Bronzo    |
| Evento      | Atleta                                     | Risultato | Atleta                                             | Risultato | Atleta                                            | Risultato |
| Individuale | Zhang Yafei                                | 143       | Lin Yichun                                         | 142       | Li Qingnian                                       | 141       |
| A squadre   | Cina Zhang Yafei Li Qingnian Ding Hongping | 328       | Stati Uniti Kyndra Hogan Kim Rhode Elizabeth Schad | 306       | Taipei cinese Lin Yi Chun Wen Kai Lu Wu Meng Ying | 305       |

#### Skeet
| Evento      | Oro                                                      | Oro       | Argento                              | Argento   | Bronzo                                               | Bronzo    |
| Evento      | Atleta                                                   | Risultato | Atleta                               | Risultato | Atleta                                               | Risultato |
| Individuale | Zemfira Meftajetdinova                                   | 94+3      | Olga Panarina                        | 94+2      | Cristina Vitali                                      | 93        |
| A squadre   | Russia Erdzhanik Avetisian Svetlana Demina Olga Panarina | 209       | Cina Chen Zhenru Wei Ning Zhang Shan | 202       | Italia Chiara Cainero Sabrina Nrdini Cristina Vitali | 199       |

## Risultati juniores

### Uomini

#### Fossa olimpica
| Evento      | Oro                                                    | Oro       | Argento                                                      | Argento   | Bronzo                                         | Bronzo    |
| Evento      | Atleta                                                 | Risultato | Atleta                                                       | Risultato | Atleta                                         | Risultato |
| Individuale | Marian Kovacocy                                        | 119       | Ville Laitinen                                               | 118       | Anton Glasnovic                                | 117       |
| A squadre   | Italia Giuseppe Andreetti Luca Botto Riccardo Franconi | 343       | Croazia Anton Glasnovic Giovanni Cernogoracz Josip Glasnović | 340       | Spagna Claudio Garcia Josep Casas Abel Ampudia | 337       |

#### Doubletrap
| Evento      | Oro                                                    | Oro       | Argento                                              | Argento   | Bronzo                                                | Bronzo    |
| Evento      | Atleta                                                 | Risultato | Atleta                                               | Risultato | Atleta                                                | Risultato |
| Individuale | Adam Curtis                                            | 139       | Anton Glasnovic                                      | 135       | Francesco Penna                                       | 131       |
| A squadre   | Italia Stefano Ales Giuseppe Ciavaglia Francesco Penna | 385       | Stati Uniti Adam Curtis Bryan Marshall Kevin Parrott | 385       | Finlandia Kim Kansala Jouni Kaustinen Timo Rajakangas | 365       |

#### Skeet
| Evento      | Oro                                               | Oro       | Argento                                                | Argento   | Bronzo                                                    | Bronzo    |
| Evento      | Atleta                                            | Risultato | Atleta                                                 | Risultato | Atleta                                                    | Risultato |
| Individuale | David Bond                                        | 119       | Zaid al-Mutairi                                        | 118       | Makis Georgiou                                            | 118       |
| A squadre   | Cipro Makis Georgiou Adamos Louca Marios Petrides | 347       | Stati Uniti Brazos Lackey Randy Sotowa David Treadwell | 341       | Italia Antonio Cutrona Emanuele Fioravanti Luigi Santucci | 339       |

### Donne

#### Fossa olimpica
| Evento      | Oro                | Oro       | Argento     | Argento   | Bronzo       | Bronzo    |
| Evento      | Atleta             | Risultato | Atleta      | Risultato | Atleta       | Risultato |
| Individuale | Angelique Psarakis | 66        | Nihan Gurer | 65        | Whitly Loper | 65        |

#### Doubletrap
| Evento      | Oro            | Oro       | Argento           | Argento   | Bronzo     | Bronzo    |
| Evento      | Atleta         | Risultato | Atleta            | Risultato | Atleta     | Risultato |
| Individuale | Susan Trindall | 104       | Lilia Kouchaguina | 100       | Lacy Holtz | 93        |

#### Skeet
| Evento      | Oro        | Oro       | Argento         | Argento   | Bronzo         | Bronzo    |
| Evento      | Atleta     | Risultato | Atleta          | Risultato | Atleta         | Risultato |
| Individuale | Haley Dunn | 66        | Danka Barteková | 65        | Natalia Rahman | 65        |

## Medagliere
Nazione ospitante
| Posiz. | Nazione       | Oro | Argento | Bronzo | Totale |
| ------ | ------------- | --- | ------- | ------ | ------ |
| 1      | Russia        | 3   | 1       | 2      | 6      |
| 2      | Stati Uniti   | 2   | 3       | 1      | 6      |
| 3      | Cina          | 2   | 2       | 3      | 7      |
| 4      | Australia     | 2   | 0       | 1      | 3      |
| 5      | Kuwait        | 1   | 1       | 0      | 2      |
| 6      | Azerbaigian   | 1   | 0       | 0      | 1      |
| 6      | Rep. Ceca     | 1   | 0       | 0      | 1      |
| 8      | Italia        | 0   | 1       | 3      | 4      |
| 9      | Taipei cinese | 0   | 1       | 1      | 2      |
| 10     | Canada        | 0   | 1       | 0      | 1      |
| 10     | Cipro         | 0   | 1       | 0      | 1      |
| 10     | Ungheria      | 0   | 1       | 0      | 1      |
| 13     | Finlandia     | 0   | 0       | 1      | 1      |

## Medagliere juniores
Nazione ospitante
| Posiz. | Nazione       | Oro | Argento | Bronzo | Totale |
| ------ | ------------- | --- | ------- | ------ | ------ |
| 1      | Stati Uniti   | 2   | 2       | 2      | 6      |
| 2      | Italia        | 2   | 0       | 2      | 4      |
| 3      | Australia     | 2   | 0       | 1      | 3      |
| 4      | Slovacchia    | 1   | 1       | 0      | 2      |
| 5      | Cipro         | 1   | 0       | 1      | 2      |
| 6      | Gran Bretagna | 1   | 0       | 0      | 1      |
| 7      | Croazia       | 0   | 2       | 1      | 3      |
| 8      | Finlandia     | 0   | 1       | 1      | 2      |
| 9      | Russia        | 0   | 1       | 0      | 1      |
| 9      | Kuwait        | 0   | 1       | 0      | 1      |
| 9      | Turchia       | 0   | 1       | 0      | 1      |
| 12     | Spagna        | 0   | 0       | 1      | 1      |